# Gymnastique aux Jeux olympiques d'été de 1924
Navigation
Anvers 1920 Amsterdam 1928

## Résultats

### Concours général individuel
| Rang                                | Nom            | Pays            | Points |
| ----------------------------------- | -------------- | --------------- | ------ |
| Médaille d'or, Jeux olympiques      | Leon Štukelj   | Yougoslavie     |        |
| Médaille d'argent, Jeux olympiques  | Robert Prazak  | Tchécoslovaquie |        |
| Médaille de bronze, Jeux olympiques | Bedřich Šupčík | Tchécoslovaquie |        |

### Concours par équipes

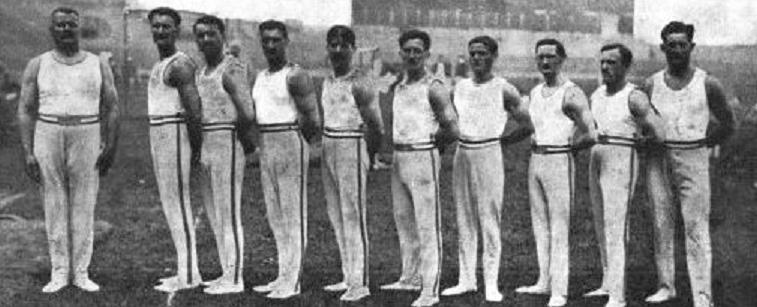
L’équipe de France de gymnastique, vice-championne olympique à Paris en 1924.

| Rang                                | Nom | Pays   | Points |
| ----------------------------------- | --- | ------ | ------ |
| Médaille d'or, Jeux olympiques      | Luigi Cambiaso Mario Lertora Vittorio Lucchetti Luigi Maiocco Ferdinando Mandrini Francesco Martino Giuseppe Paris Giorgio Zampori | Italie |        |
| Médaille d'argent, Jeux olympiques  | Eugène Cordonnier Léon Delsarte François Gangloff Jean Gounot Arthur Hermann André Higelin Joseph Huber Albert Séguin              | France |        |
| Médaille de bronze, Jeux olympiques | Hans Grieder August Güttinger Jean Gutweniger Georges Miez Otto Pfister Antoine Rebetez Carl Widmer Josef Wilhelm                  | Suisse |        |

### Cheval d'arçons
| Rang                                | Nom             | Pays   | Points |
| ----------------------------------- | --------------- | ------ | ------ |
| Médaille d'or, Jeux olympiques      | Josef Wilhelm   | Suisse |        |
| Médaille d'argent, Jeux olympiques  | Jean Gutweniger | Suisse |        |
| Médaille de bronze, Jeux olympiques | Antoine Rebetez | Suisse |        |

### Anneaux
| Rang                                | Nom               | Pays            | Points |
| ----------------------------------- | ----------------- | --------------- | ------ |
| Médaille d'or, Jeux olympiques      | Francesco Martino | Italie          |        |
| Médaille d'argent, Jeux olympiques  | Robert Prazak     | Tchécoslovaquie |        |
| Médaille de bronze, Jeux olympiques | Ladislav Vacha    | Tchécoslovaquie |        |

### Saut
| Rang                                | Nom               | Pays            | Points |
| ----------------------------------- | ----------------- | --------------- | ------ |
| Médaille d'or, Jeux olympiques      | Frank Kriz        | États-Unis      |        |
| Médaille d'argent, Jeux olympiques  | Jan Koutny        | Tchécoslovaquie |        |
| Médaille de bronze, Jeux olympiques | Bohumil Morkovsky | Tchécoslovaquie |        |

### Barres parallèles
| Rang                                | Nom              | Pays            | Points |
| ----------------------------------- | ---------------- | --------------- | ------ |
| Médaille d'or, Jeux olympiques      | August Güttinger | Suisse          |        |
| Médaille d'argent, Jeux olympiques  | Robert Prazak    | Tchécoslovaquie |        |
| Médaille de bronze, Jeux olympiques | Giorgio Zampori  | Italie          |        |

### Barre fixe
| Rang                                | Nom             | Pays        | Points |
| ----------------------------------- | --------------- | ----------- | ------ |
| Médaille d'or, Jeux olympiques      | Leon Štukelj    | Yougoslavie |        |
| Médaille d'argent, Jeux olympiques  | Jean Gutweniger | Suisse      |        |
| Médaille de bronze, Jeux olympiques | André Higelin   | France      |        |

### Montée à la corde
| Rang                                | Nom              | Pays            | Points |
| ----------------------------------- | ---------------- | --------------- | ------ |
| Médaille d'or, Jeux olympiques      | Bedřich Šupčík   | Tchécoslovaquie |        |
| Médaille d'argent, Jeux olympiques  | Albert Séguin    | France          |        |
| Médaille de bronze, Jeux olympiques | Ladislav Vacha   | Tchécoslovaquie |        |
| Médaille de bronze, Jeux olympiques | August Güttinger | Suisse          |        |

### Saut de côté
| Rang                               | Nom               | Pays   | Points |
| ---------------------------------- | ----------------- | ------ | ------ |
| Médaille d'or, Jeux olympiques     | Albert Séguin     | France |        |
| Médaille d'argent, Jeux olympiques | Jean Gounot       | France |        |
| Médaille d'argent, Jeux olympiques | François Gangloff | France |        |

## Tableau des médailles
| Rang | Nation          | Or | Argent | Bronze | Total |
| ---- | --------------- | -- | ------ | ------ | ----- |
| 1    | Suisse          | 2  | 2      | 3      | 7     |
| 2    | Italie          | 2  | 0      | 1      | 3     |
| 3    | Yougoslavie     | 2  | 0      | 0      | 2     |
| 4    | Tchécoslovaquie | 1  | 4      | 4      | 9     |
| 5    | France          | 1  | 4      | 1      | 6     |
| 6    | États-Unis      | 1  | 0      | 0      | 1     |